# Mauer (Baden)
Mauer település Németországban, azon belül Baden-Württembergben. Lakosainak száma 4158 fő (2023. december 31.).

## Népesség
A település népessége az elmúlt években az alábbi módon változott:
| Lakosok száma | 3092 | 3949 | 3999 | 4006 | 4136 | 4163 | 4158 |
|               | 1975 | 2015 | 2017 | 2019 | 2021 | 2022 | 2023 |